# 福岡県直方市強盗殺人事件
福岡県直方市強盗殺人事件（ふくおかけんのおがたしごうとうさつじんじけん）とは、1980年（昭和55年）4月23日に福岡県直方市で起こった強盗殺人・傷害事件である。

## 事件
犯人の男T(当時47歳)は、直方市の会社員A宅に押し入り、Aの母親(当時64歳)にナイフを突きつけて現金2000円を奪った上、顔を見られたとして首を紐で絞めて殺した。Tはその2か月後に北九州市でも民家に強盗に押し入り、逃走の際、自らを追いかけてきた男性Bをナイフで刺し、Bに全治6か月の重傷を負わせた。このほかにも余罪として10件以上の窃盗事件を起こしていた。
Tはその後逮捕され、住居侵入・窃盗・強盗殺人・強盗致傷などで起訴された。
Tは1956年に福岡県の質屋に押し入って経営者を刺殺するという強盗殺人事件を起こして無期懲役判決を受けていたが、1978年に仮釈放となっていた。

## 裁判
裁判で被告Tは全く反省の態度を見せず、また捜査段階での供述は暴行を受けたことによるものとして無罪を主張したが、1981年7月14日、福岡地方裁判所小倉支部はTに死刑を言い渡した、1986年12月2日、福岡高等裁判所はTの控訴を棄却、1990年12月14日、最高裁判所（中島敏次郎裁判長）は上告を棄却し、死刑が確定。1998年6月25日、福岡拘置所で死刑が執行された。